# 고토니역 (홋카이도 여객철도)
고토니역(일본어: 琴似駅 코토니에키[*])은 일본 홋카이도 삿포로시 니시구에 있는 홋카이도 여객철도 하코다테 본선의 철도역이다.

## 역 구조
1면 2선의 승강장이 있는 고가역이다. 미도리노마도구치, 자동 개찰기 등의 시설이 갖추어져 있다.

### 승강장
| 1 | ■ 하코다테 본선 | 데이네 · 호시오키 · 오타루 방면                  |
| 2 | ■ 하코다테 본선 | 삿포로 · 이와미자와 · 지토세 · 신치토세쿠코 방면 |

## 역 주변
- 삿포로 지하철 도자이 선 고토니 역
- 고토니 역전 우체국
- 삿포로 시립 하치켄 초등학교

## 역사
- 1880년 11월 28일 - 관영 호로나이 철도의 역으로 개업.
- 1883년 - 영업 중단.
- 1884년 - 영업 재개.
- 1889년 12월 11일 - 홋카이도 탄광철도에 영도.
- 1906년 10월 1일 - 홋카이도 탄광철도 국유화.
- 1965년 3월 - 보도교 설치.
- 1978년 10월 2일 - 화물 취급 중지.
- 1982년 - 고가화 공사에 맞추어 기존의 목조 역사를 해체하고 핫사무 방향으로 이동된 신 역사의 영업을 개시.
- 1987년 4월 1일 - 일본국유철도 분할 민영화로 홋카이도 여객철도가 계승.
- 1988년 11월 3일 - 고가화 공사 완료.
- 2000년 3월 11일 - 쾌속 열차의 정차 개시.
- 2002년 - 역사 개수 작업 실시.
- 2007년 10월 - 역 번호 부여. S03.
- 2008년 10월 25일 - IC 카드(Kitaca)의 사용 개시.

## 인접한 역
| 홋카이도 여객철도 ■ 하코다테 본선      | 홋카이도 여객철도 ■ 하코다테 본선        | 홋카이도 여객철도 ■ 하코다테 본선              |
| -------------------------------------- | ---------------------------------------- | ---------------------------------------------- |
| S07 테이네 오타루 · 굿찬 · 란코시 방면 | ● 쾌속 "에어포트" ● 쾌속 "니세코 라이너" | 01 삿포로 · 신치토세 공항 방면                 |
| S07 테이네 오타루 방면                 | ● 구간쾌속 "이시카리 라이너" A           | 01 삿포로 이와미자와 방면                      |
| S04 핫사무추오 오타루 방면             | ● 구간쾌속 "이시카리 라이너" B ● 보통    | S02 소엔 삿포로 · 이와미자와 · 도마코마이 방면 |

## 관련 사이트
- (일본어) 역 구내도 (고토니 역) - 홋카이도 여객철도